# Riccardo Bacchelli
Riccardo Bacchelli (Bologna, 19 aprile 1891 – Monza, 8 ottobre 1985) è stato uno scrittore, drammaturgo, giornalista, traduttore e critico teatrale italiano, fra i principali autori di romanzi storici del Novecento.

## Biografia
Bacchelli nacque a Bologna il 19 aprile 1891, primo di cinque fratelli. Il padre Giuseppe, amministratore cittadino di idee liberali, era uno stimato avvocato, mentre la madre Anna Bumiller era tedesca, originaria della Svevia; aiutò Giosuè Carducci a imparare il tedesco.
Frequentò il Regio Liceo Ginnasio Galvani e si iscrisse alla facoltà di Lettere dell'Università di Bologna, ma per seguire i propri interessi culturali abbandonò al terzo anno gli studi universitari.
Si arruolò volontario allo scoppio della prima guerra mondiale come ufficiale di fanteria; fu congedato nel 1919. Trasferitosi a Milano nel 1926, si unì con Ada Fochessati, figlia del sindaco di Mantova all'epoca della rotta di Caporetto che era sposata con l'imprenditore agricolo vicentino Nuvolari dal quale aveva avuto un figlio (Ferruccio). Con la Fochessati, Bacchelli si sarebbe unito in matrimonio molto più tardi (circa settantenne). Fortemente in dubbio se aderire al regime fascista (dal quale aveva ricevuto un pressante invito poiché a Mussolini era piaciuto molto il suo romanzo Il diavolo al Pontelungo appena uscito) si recò nel 1927 a Napoli per chiedere consigli a Benedetto Croce, che lo convinse ad aderire dicendo che di lì a poco avrebbe aderito anche lui (cosa che non avvenne). Dal 1941 al 1944 fece parte dell'Accademia d'Italia; fu anche socio dell'Accademia Nazionale dei Lincei, dell'Accademia della Crusca e dell'Istituto Lombardo Accademia di Scienze e Lettere. Ricevette la laurea honoris causa dalle Università di Bologna e di Milano. Negli anni sessanta condiresse la collana Le letterature del mondo.
Il 17 aprile 1971 ricevette l'Archiginnasio d'oro, massimo riconoscimento del comune di Bologna.
Bacchelli morì a Monza (dove s'era trasferito per ragioni economiche, dopo una lunga degenza in una clinica milanese, divenuta troppo costosa per il comune di Milano che si era accollato le spese di degenza) l'8 ottobre 1985, a 94 anni, e fu sepolto nel cimitero monumentale della Certosa di Bologna. Ada Fochessati Bacchelli, la sua compagna, morì un anno dopo.

## Opere
Il suo primo romanzo è Il filo meraviglioso di Lodovico Clo' (1911), cui seguono i Poemi lirici (1914). Nel 1918 si dedica al teatro con Amleto, emblema della difficoltà del moderno vivere, che pubblica nel 1923 per le edizioni de La Ronda, sorta in opposizione alle avanguardie al dannunzianesimo alle facili "formule" crociane, per un ritorno allo stile classico del Leopardi. Segue nel 1923 Lo sa il tonno, opera poi ritoccata e integrata, nell'edizione (definitiva) riedita dal Ceschina nel 1928, "colla aggiunta delle Avventure del Pesce spada e del remora" (come da nuovo titolo editoriale d'epoca). Questa favola,  di tipo filosofico-morale , elaborata nel tono della pacata ironia e virata, a tratti, al pessimismo intellettuale Leopardiano dei Paralipomeni Della Batracomiomachia, è indubbiamente tra i vertici dell'arte di Bacchelli. Non meno fondamentale, per motivi anche extraletterari (come avviene già ne Lo Sa Il Tonno), inerenti cioè la meditazione Bacchelliana sul proprio "tempo presente", è Il diavolo al Pontelungo, edito nel 1927, che rievoca -con linguaggio spigliato che l'Autore bolognese non saprà più ritrovare in tutte le successive sue opere narrative- idee, vicende e personaggi, anche minori, del mondo anarchico cosmopolita di fine Ottocento; ma dall'Autore stesa intanto con sguardo vigile, pur recondito e per così dire, anche al senso della sollecita, e allora recentissima, ascesa al potere da parte di Benito Mussolini (ex- socialista ed ex-anarchico). Seguiranno: La ruota del tempo (con disegni di Giorgio Morandi, del 1928, che inaugurò la primissima collana editoriale Longanesiana, all'insegna de L'Italiano Editore e partecipe del gusto epocale di Strapaese); La città degli amanti (1929); Una passione coniugale (1931); Oggi domani e mai (1933); Mal d'Africa (1935) romanzo storico-coloniale incentrato sulle vicende dei nostri esploratori ottocenteschi e in particolare di Gaetano Casati; Il rabdomante (1936); Iride (1937), fin a quella che si presenta qual opera di più vasto respiro e di maggior notorietà e popolari consensi data da Bacchelli: il ciclo di romanzi Il mulino del Po (1938-1940).
L'opera, che ha un posto di rilievo nella storia della letteratura italiana, si espande per oltre duemila pagine; suddivisa in tre parti, ciascuna con singola titolazione, è frutto d'amplissimo lavoro di ricerca negli ambiti della cultura popolare e della storia locale della regione padana e narra la saga di una famiglia ferrarese (Scacerni), vocatasi all'avventurosa professione di mugnai sulle rive ferraresi del fiume Po, sullo sfondo di uno scenario storico-sociale più che centenario: che va dall'invasione della Russia da parte della   Grande Armata napoleonica sino alla prima guerra mondiale.
Nella vicenda rivivono figure e fatti della storia e della tradizione locale, inquadrati peraltro con rara sensibilità e competenza, a volte anche con richiami espliciti, nel più ampio contesto della storia nazionale. A questo romanzo si ispirano uno sceneggiato televisivo prodotto dalla Rai, andato in onda nel 1963 e il film del 1948 diretto da Alberto Lattuada, Il mulino del Po.
Il 16 dicembre 1940 l'Università di Bologna gli conferisce la laurea honoris causa in Lettere. L'Accademia d'Italia lo accoglie fra i suoi membri; ma egli sceglie, durante il 1944, di dimettervisi.
Nel 1941 appare Gioacchino Rossini, nel 1942 Il fiore della mirabilis. La produzione continua con Il pianto del figlio di Lais (1945), di argomento biblico, Lo sguardo di Gesù (1948), La cometa (1951), Il figlio di Stalin (1953), I tre schiavi di Giulio Cesare (1955), Tre giorni di Passione (1957), Non ti chiamerò più padre (1959), che romanza la vita di Francesco d'Assisi, presentataci anche dal "punto di vista" di suo padre Pietro di Bernardone. Seguono tra il 1967 e il 1978 altri romanzi: Il rapporto segreto, L'Afrodite: un romanzo d'amore, Il progresso è un razzo, Il sommergibile.
Altrettanto prolifica fu la produzione saggistica, lirica e teatrale di Bacchelli, che ne fa uno dei più fecondi letterati italiani.
Collaborò con Lattuada alla sceneggiatura del film Il Mulino del Po (1948); con Sandro Bolchi scrisse la sceneggiatura de I promessi sposi, sceneggiato televisivo Rai andato in onda nel 1967, ispirato all'omonimo romanzo di Alessandro Manzoni.

### Collaborazioni a riviste
Dopo aver collaborato con le riviste La Voce di Firenze (1912-1916) e La Raccolta di Bologna (1918-1919), fu tra i fondatori della rivista romana La Ronda (1919-1922). A Milano fu critico teatrale per La Fiera Letteraria e fu corrispondente di altri giornali tra cui L'Idea Nazionale, poi confluita ne La Tribuna, e il Corriere della Sera.

### Traduzioni
Molto importante, nel quadro del macrotesto bacchelliano, il registro delle traduzioni (specie dal francese): esemplari quelle approntate in volume del 1938, più volte ristampato, di tutti i racconti di Voltaire.

## Archivio
Presso la Biblioteca comunale dell'Archiginnasio è l'archivio personale dello scrittore bolognese, il fondo speciale Riccardo Bacchelli: documenti, fotografie, bozze, recensioni, appunti e un ampio carteggio. Il carteggio, conservato all'interno del fondo Bacchelli, è pervenuto alla Biblioteca comunale dell'Archiginnasio nel 1986 alla morte di Ada Fochessati, che nel 1984 aveva venduto alla Biblioteca l'archivio del Bacchelli ma che, per ragioni affettive, aveva chiesto di tenere la corrispondenza personale. Il carteggio tra Ada Fochessati e Riccardo Bacchelli, denominato «Carteggio personale», è costituito da quattro buste contenenti le lettere di Riccardo Bacchelli alla moglie del periodo 1917-1950 e le lettere di Ada Fochessati al marito del periodo 1918-60; comprende lettere, cartoline, telegrammi, biglietti di auguri e postali.
In precedenza la documentazione era stata oggetto di ripetuti interventi di selezione e ordinamento da parte dei coniugi, con l'abbozzo di serie relative alla corrispondenza, al materiale preparatorio e agli scritti di Bacchelli, alle fotografie, ai diplomi e alle onorificenze. Successivamente al trasferimento del fondo nella Biblioteca dell'Archiginnasio è stato effettuato un primo intervento di ordinamento sommario della corrispondenza. A partire dal 2002, con il sostegno della Fondazione del Monte di Bologna e Ravenna, è stato intrapreso il riordino e l'inventario conservando, quando possibile, l'impostazione originaria dei coniugi, anche sulla base delle intestazioni autografe su carpette, fogli, carte e involucri.
Alcuni fondi del suo archivio confluirono invece nel Centro per gli studi sulla tradizione manoscritta di autori moderni e contemporanei dell'Università di Pavia.

## La "legge Bacchelli"
La cosiddetta legge Bacchelli (legge n. 440 dell'8 agosto 1985) è una legge dello Stato italiano che prevede l'erogazione di un assegno straordinario vitalizio a quei cittadini che si siano distinti nel mondo della cultura, dell'arte, dello spettacolo e dello sport, ma versino in condizioni d'indigenza. Il nome con cui la legge è nota al pubblico si deve proprio al grande scrittore che tuttavia non ne beneficiò mai perché morì l'8 ottobre 1985, prima che potesse percepirne la prima erogazione. La legge venne sollecitata da Maurizio Vitale, professore ordinario di Storia della Lingua italiana all'Università degli Studi di Milano, amico e consulente dello scrittore per le questioni linguistiche, e da Francesco Di Donato, allora giovane poco più che ventenne e poi professore ordinario di Storia delle istituzioni politiche all'Università degli Studi di Napoli "Federico II". Di Donato ricevette, alla morte dello scrittore, molti dei suoi effetti personali.

## Premi letterari
Nel 1936, il suo romanzo Il rabdomante (Treves) ha vinto il Premio Viareggio.